# Mayako Soné
Mayako Soné, née à Tokyo au Japon le 11 novembre 1964, est une claveciniste classique japonaise.

## Biographie
Mayako Soné commence à étudier le piano et le violon à l'âge de cinq ans, puis elle entre à seize ans dans la classe de clavecin du Conservatoire de Tōhō à Tokyo. Elle est lauréate du Concours international de clavecin de Bruges en 1986 et poursuit sa formation en France et en Italie après de Scott Ross, Kenneth Gilbert et Gustav Leonhardt. En 1990, elle est invitée à devenir claveciniste à l'Orchestre de chambre d'Israël.
Elle enseigne à l'Université de musique Tōhō Gakuen, où elle est nommée professeure en 2009.

## Discographie
- Scarlatti, 13 sonates et Fandango en ré : Sonate en ut majeur (ms. Yale University) ; sol majeur (éd. Henle) ; ut majeur (éd. Henle) ; sol majeur (éd. Sociedad Española de Musicologia, Madrid 1984) ; ré mineur (idem) ; la majeur (idem) ; la majeur (ed. Musica Antiqua, Lisbonne) ; la majeur (Bibliothèque de Catalogne, Barcelone) ; mi majeur (idem) ; la majeur (British Library) ; la majeur (Conservatoire de Madrid) ; ré majeur (var. K. 96, éd. Henle) ; sol majeur (éd. Union Musical Española, Madrid) et Fandango en ré mineur (collection privée, Ténérife) - clavecin David Ley d'après François-Étienne Blanchet 1733 (23-25 février 1993, Erato/Warner 4509-94806-2 / Apex/Erato 2564 69896-2)[3] (OCLC 31201166 et 1040037516)